# Красновка (Кам’янський район)
Красновка — хутір, адміністративний центр Красновського сільського поселення Кам'янського району Ростовської області.
Населення - 3941 особа (2010 рік).

## Географія
Хутір Красновка розташоване на північ від міста Кам’янськ-Шахтинський, на лівому березі річки Глибока недалеко від її впливу до Сіверського Дінцю.

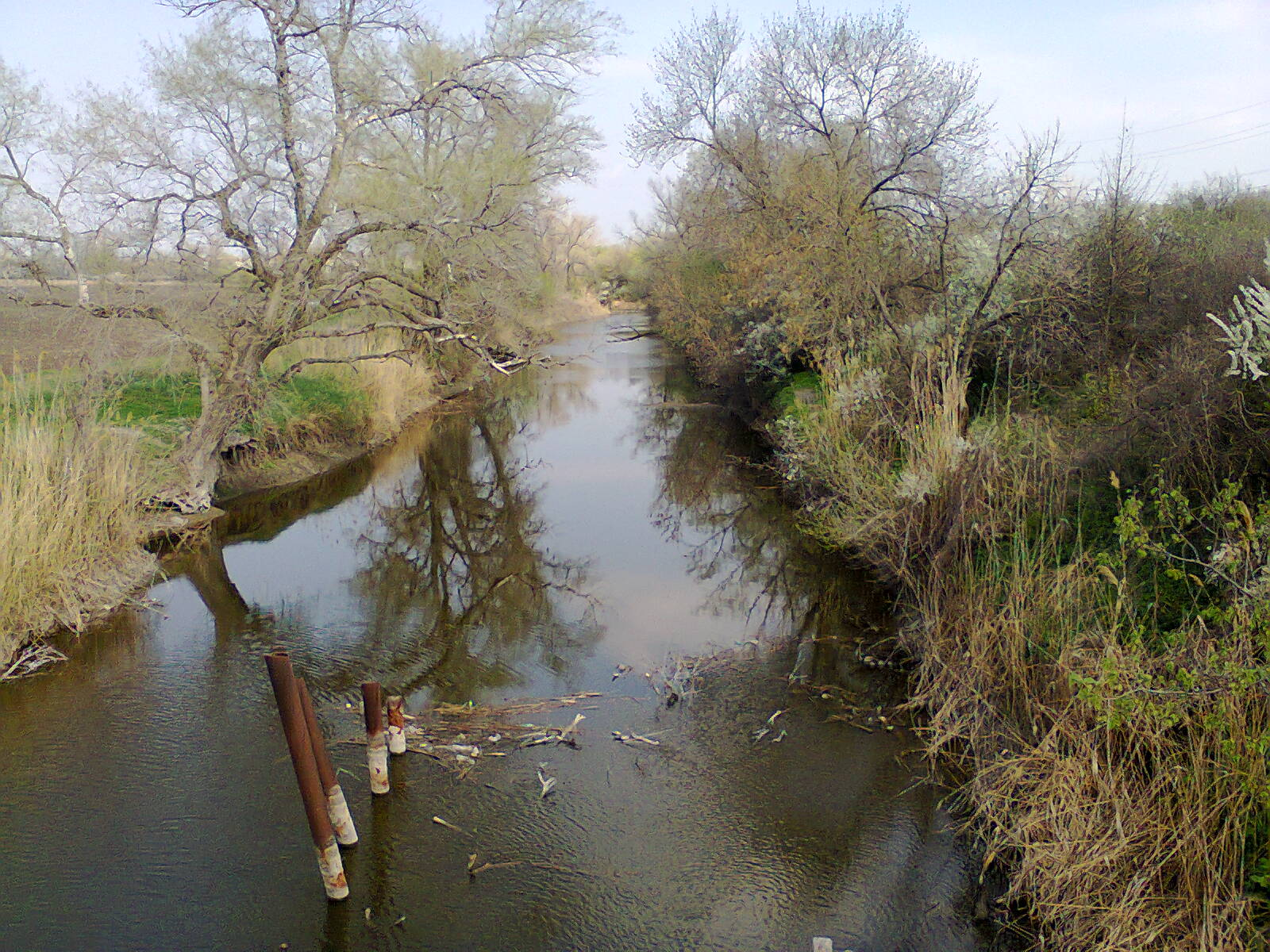
Річка Глибока
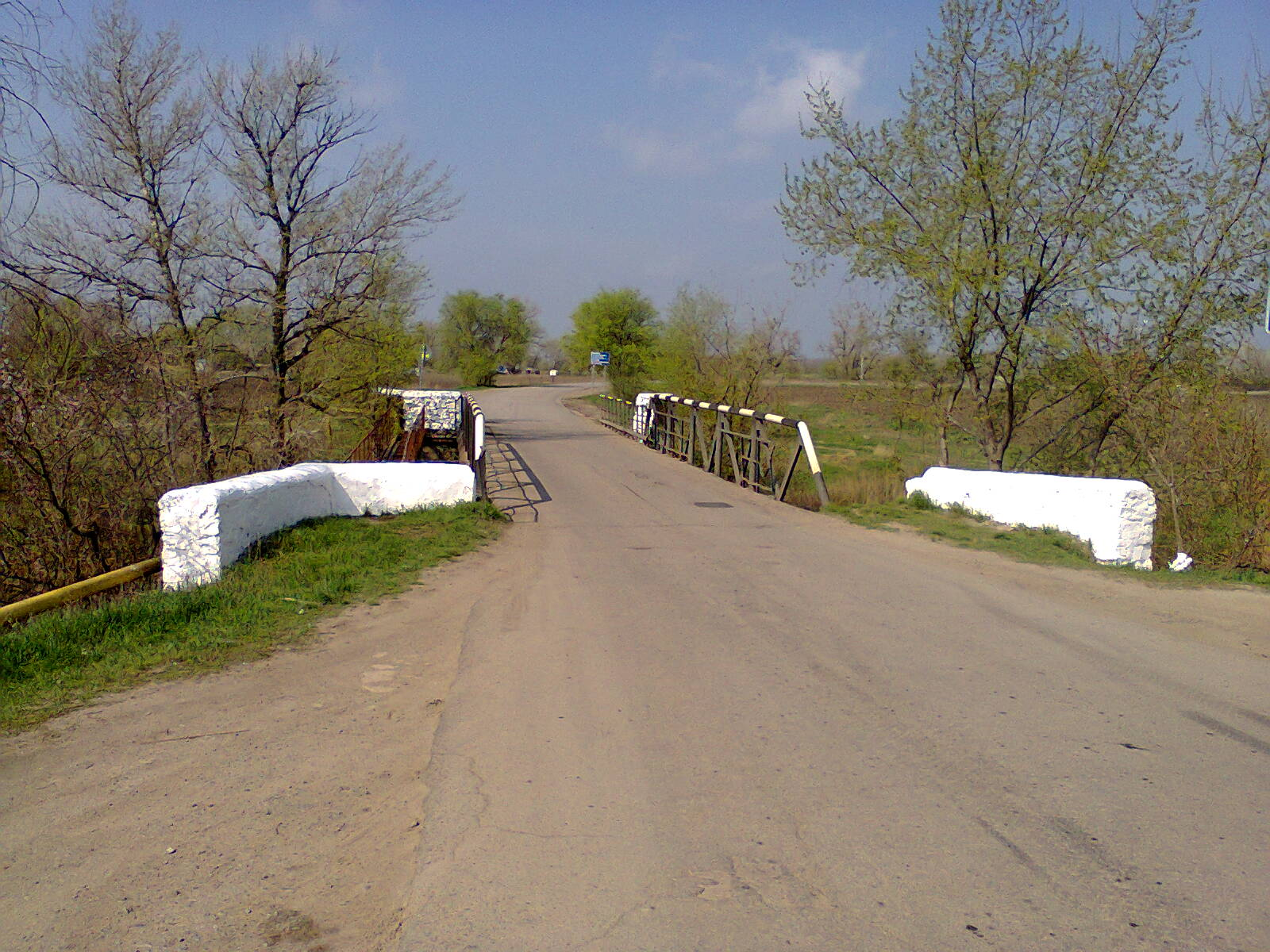
Міст через річку

### Вулиці
| - пров. Крупської, - пров. Малий Садовий, - пров. Молодіжний, - пров. Невського, - пров. Первомайський, - пров. Ракетний, - пров. Садовий, - пров. Радянський, - пров. Спортивний, | - вул. 8 Березня, - вул. Гагаріна, - вул. Горького, - вул. Єсеніна, - вул. Зарічна, - вул. Калініна, - вул. Кольцова, - вул. Комарова, - вул. Котовського, | - вул. Кошового, - вул. Левітана, - вул. Матросова, - вул. Мічуріна, - вул. Мостова, - вул. Набережна, - вул. Жовтнева, - вул. Профільна, | - вул. Річкова, - вул. Сергія Лазо, - вул. Старий Питомник, - вул. Сурікова, - вул. Тюленина, - вул. Чехова, - вул. Енгельса, - вул. Янтарна. |

## Господарство
В хуторі діє ЗАТ „Агрофірма «Крона»“ — виробник плодової продукції.